# Sphenomorphus solomonis
Sphenomorphus solomonis — вид сцинкоподібних ящірок родини сцинкових (Scincidae). Мешкає в Індонезії, Папуа Новій Гвінеї і на Соломонових Островах.

## Поширення і екологія
Sphenomorphus simus мешкають на північних Молуккських островах, на півночі Нової Гвінеї та на островах Меланезії. Вони живуть у вологих і сухих тропічних лісах, на болотах, у садах і на плантаціях, на висоті до 1650 м над рівнем моря. Живляться термітами та іншими комахами.